# Sailana (Staat)
Sailana (सैलाना) war einer der Fürstenstaaten der Central India Agency von Britisch-Indien im heutigen Bundesstaat Madhya Pradesh. Seine Hauptstadt war der Ort Sailana. Sailana entstand 1730 durch Erbteilung aus dem Fürstentum Ratlam der Rajas aus dem Hause der Rathore-Rajputen von Marwar (Jodhpur).
Sailana war 1819–1947 britisches Protektorat und hatte 1901 eine Fläche von 769 km² und 26.000 Einwohner. Der Raja vollzog am 15. Juni 1948 den Anschluss an Indien und trat am 16. Juni der Fürstenunion Madhya Bharat bei. Am 1. November 1956 wurden alle Fürstenstaaten der Union aufgelöst und dem Bundesstaat Madhya Pradesh einverleibt.